# Ricardo Sosa
José Ricardo Sosa Vanegas (San Salvador; 31 de mayo de 1947-Santa Tecla; 29 de abril de 2023) fue un futbolista salvadoreño que jugaba como delantero.

## Clubes
| Club              | País        | Año       |
| ----------------- | ----------- | --------- |
| Adler             | El Salvador | 1964-1970 |
| Juventud Olímpica | El Salvador | 1970-1974 |
| Adler             | El Salvador | 1974-1975 |
| Mario Calvo       | El Salvador | 1975-1976 |
| Fuerte Aguilares  | El Salvador | 1976-1978 |
| Dragón            | El Salvador | 1978-1979 |
| Chalatenango      | El Salvador | 1979-1980 |

## Palmarés

### Títulos nacionales
| Título           | Equipo            | País        | Año  |
| ---------------- | ----------------- | ----------- | ---- |
| Primera División | Juventud Olímpica | El Salvador | 1971 |
| Primera División | Juventud Olímpica | El Salvador | 1973 |
| Segunda División | Chalatenango      | El Salvador | 1979 |